# Tanga-Pela
Tanga-Pela, également orthographié Tangpèla, est une localité située dans le département de Sabcé de la province du Bam dans la région Centre-Nord au Burkina Faso. 

## Éducation et santé
Le centre de soins le plus proche de Tanga-Pela est le centre de santé et de promotion sociale (CSPS) de Sabcé tandis que le centre médical avec antenne chirurgicale (CMA) de la province se trouve à Kongoussi.
Tanga-Pela possède une école primaire publique sous paillote.